# Bargfelder Bote
Bargfelder Bote. Materialien zum Werk Arno Schmidts (abgekürzt BB) ist eine literaturwissenschaftliche deutsche Fachzeitschrift, die sich mit Werk und Leben des deutschen Schriftstellers Arno Schmidt (1914–1979) beschäftigt. Sie ist nach Bargfeld benannt, dem Wohnort Arno Schmidts in der Lüneburger Heide. Begründet 1972 von Jörg Drews, nach dessen Tod 2009 bis 2023 herausgegeben von Friedhelm Rathjen und seit 2024 von Thomas Körber, ist der Bargfelder Bote heute das wichtigste Organ der Schmidt-Forschung.

## Geschichte

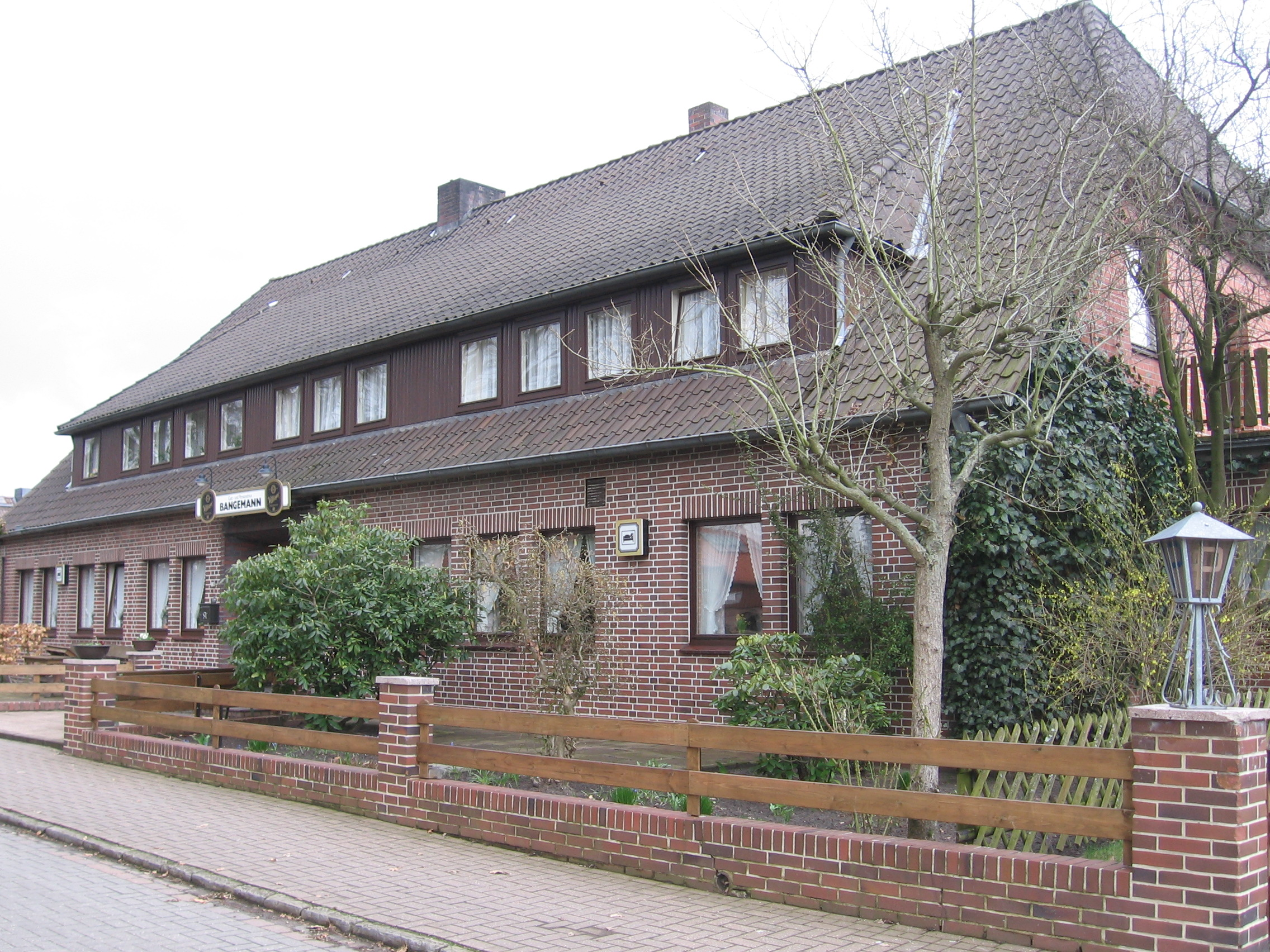
Gasthof Bangemann, Bargfeld, 2006. Hier nahm der Bargfelder Bote seinen Anfang

Gegründet wurde der Bargfelder Bote 1972 nach Erscheinen von Schmidts monumentalem Hauptwerk Zettel’s Traum. Der Gebrauch von verschlüsselten Bemerkungen, Anspielungen und Zitaten, der Schmidts Texte schon vorher ausgezeichnet hatte, war hier auf 1330 dreispaltig beschriebenen DIN-A3-Seiten auf die Spitze getrieben. Um sich über Schmidt und vor allem Zettel’s Traum auszutauschen, traf sich eine Gruppe versierter Schmidt-Leser auf Einladung des Münchner Literaturkritikers Jörg Drews im Mai 1970 und noch einmal im Oktober 1971 im Heidedorf Bargfeld, dem Wohn- und Arbeitsort Schmidts, wo sie im Gasthaus Bangemann gemeinsam Teile von Schmidts Werk zu entschlüsseln suchten. Die Teilnehmer ernannten sich selbstironisch zum „Arno-Schmidt-Dechiffrier-Syndikat“ und beschlossen auf Vorschlag von Drews, sich zukünftig mittels einer Zeitschrift auszutauschen, die sie – u. a. in Anspielung auf Matthias Claudius’ Wandsbecker Bothen – „Bargfelder Bote“ nennen wollten.
Als Herausgeber fungierte von Anfang an Jörg Drews, einen Verleger fand man in Berndt Oesterhelt von edition text + kritik, sodass im September 1972 die erste Lieferung des Bargfelder Boten erscheinen konnte. Zunächst war die Zeitschrift, ähnlich wie der Wake Newslitter von Clive Hart und Fritz Senn, der sich mit James Joyce’ Finnegans Wake beschäftigt, nur als Materialsammlung, als „philologisches Hilfsorgan“ gedacht, das keine literaturwissenschaftlichen Aufsätze oder deutenden Essays, sondern nur Entschlüsselungshilfen für einzelne Textstellen bieten sollte. Deshalb enthielt die erste Ausgabe auch keine Aufsätze, sondern kurze Zitatnachweise, und war zudem einseitig bedruckt, um die Verzettelung in Zettelkästen zu ermöglichen (schon das zweite Heft wurde dann aber doch beidseitig bedruckt). Die Publikation stand jedem offen, Beiträge konnten einfach an den Herausgeber gesandt werden, der sie dann in einer der nächsten Lieferungen unterbrachte. Seit 1980 stand ihm dazu auch ein redaktioneller Beirat zur Verfügung. Die ersten Lieferungen stießen auf beachtliche Resonanz, teilweise anerkennend, teilweise auch spöttelnd, wenn etwa Klaus Podak in der Stuttgarter Zeitung bemerkte: „Merke: Der BARGFELDER BOTE erklärt jede Zote“. Arno Schmidt selbst soll über die ersten Lieferungen bemerkt haben, das sei „sehr wenig“ und „ungenügend“.

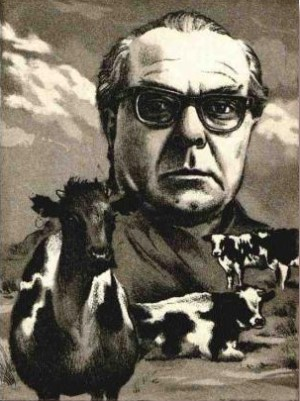
Kühe in Halbtrauer. Radierung des deutschen Zeichners Jens Rusch zu Arno Schmidts Erzählung Kühe in Halbtrauer.

Bald veröffentlichte Drews dann aber doch umfangreichere Arbeiten, schon in Lieferung 3 findet sich ein längerer Aufsatz von Robert Wohlleben über Schmidts Caliban über Setebos. Die Dechiffrierungen von Einzelstellen nahmen zunächst noch einen breiten Raum ein, wichen aber nach und nach umfangreichen Essays und Aufsätzen. Oft veröffentlichte der Bargfelder Bote auch kleinere Dokumente, die nähere Auskunft über Schmidts Leben oder Person geben sollten, etwa Briefe oder biographische Bemerkungen und Erinnerungen. Zunehmend wurde der Bargfelder Bote zum Organ einer aufkommenden Schmidt-Forschung, indem er Rezensionen und bibliographische Hinweise auf Publikationen brachte, die Schmidt zum Thema hatten oder irgendwie mit ihm in Verbindung zu bringen waren. Dabei, so schickte Drews 2007 hinterher, musste es nicht zwangsläufig ernst zugehen:
„Ich muss gestehen, dass ich mir eigentlich immer gewünscht habe, die Beiträge würden öfter unkonventioneller ausfallen, die Autoren würden mehr ‚experimentieren‘, es würde ein größeres Quantum Spaß und Bizarrerie und auch kalkulierter philologischer Narretei sich als Würze fürs ernsthafte Ganze in einem Teil der Beiträge finden … Schließlich ist Arno Schmidt doch immerhin einer der großen komischen Autoren der deutschen Literatur des 20. Jahrhunderts gewesen!“
Seit 1980 erschienen Monographien und Aufsatzsammlungen von namhaften Schmidt-Forschern als Sonderlieferungen des Bargfelder Boten. Unter den etwa 40 Büchern befinden sich Kommentarbände zu zahlreichen Werken Schmidts, umfang- und teils recht einflussreiche literaturwissenschaftliche Studien sowie wichtige Sammelbände, aber auch polemische Essays oder von Schmidt angeregte Bilderalben. Der Bote bewegte sich dabei meist abseits literaturwissenschaftlicher Moden, was vor allem aus seiner relativen Unabhängigkeit vom universitären Wissenschaftsbetrieb erwuchs, der Arno Schmidt erst relativ spät eingehender würdigte. Von literaturwissenschaftlicher Seite brachte dies dem Boten zuweilen allerdings Kritik an der fehlenden Einbindung neuerer literatur- und kulturwissenschaftlicher Methoden und Diskurse ein.
Nach jeweils 50 bzw. 100 Lieferungen erarbeitete Günther Flemming ein Register, das die bisherige Arbeit im Bargfelder Boten erschließen sollte. Die Leserschaft wuchs relativ schnell auf etwa 1000 Abonnenten, heute sind es allerdings wieder weniger. Vor allem die anfängliche Ausrichtung auf Einzelstellendechiffrierungen, aber auch die Offenheit für Laienbeiträge führten zu wiederholt vorgebrachter Kritik am Boten, der, so der Vorwurf, die Schmidt-Forschung in die falsche Richtung lenke: Die Einzelentschlüsselungen brächten das Schmidt-Verständnis nicht weiter, solange sie nicht im Rahmen echter literaturwissenschaftlicher Analysen in einen allgemeinen Zusammenhang gerückt würden. Drews selbst mahnte mehrfach an, dass die Beiträge sich mehr von der Orientierung an dem von Schmidt selbst vorgegebenen Interpretationsrahmen lösen sollten. In dieser Hinsicht konnte er erst allmählich, etwa seit Mitte der 1990er Jahre, eine wirkliche Besserung feststellen.

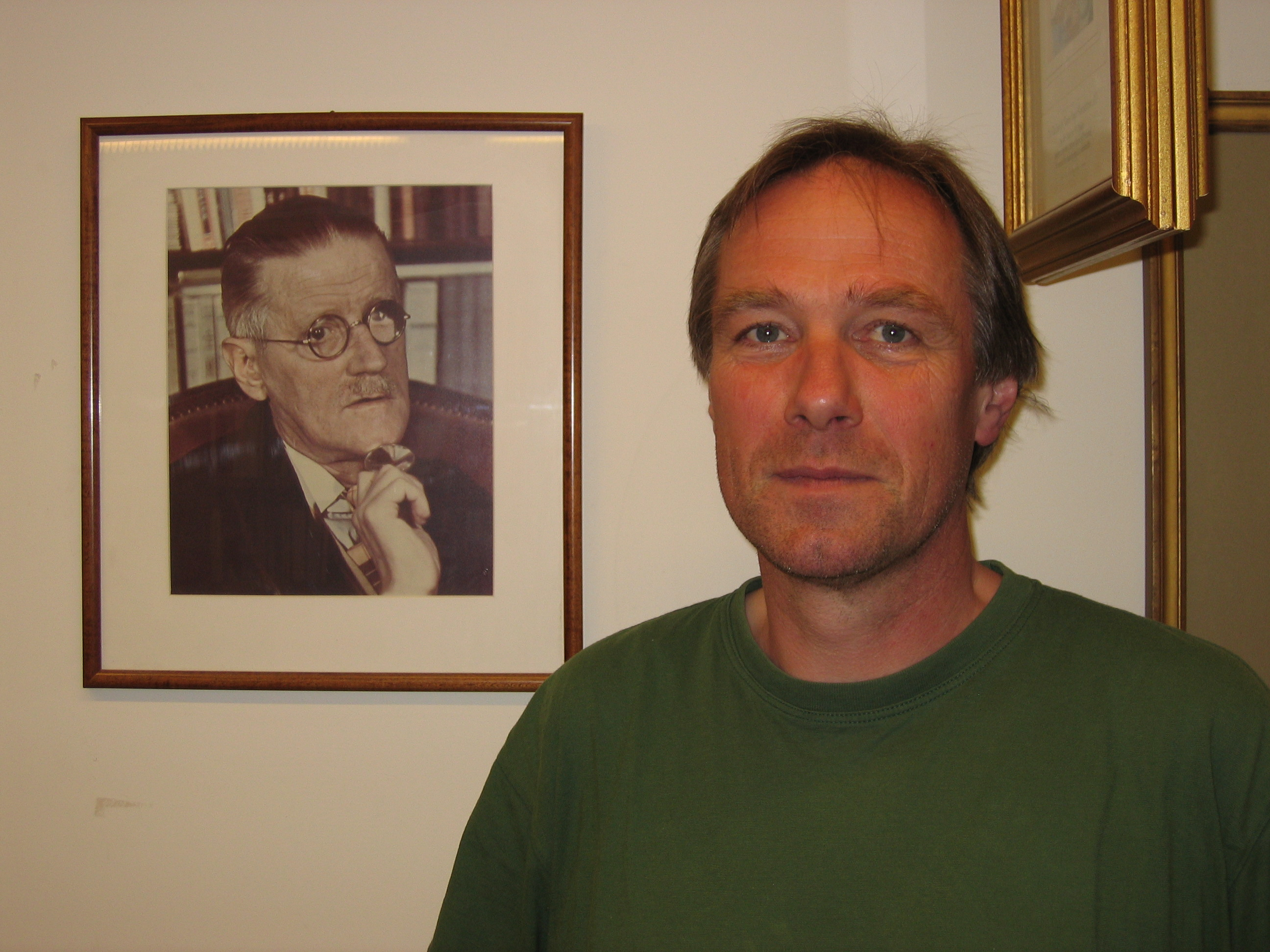
Friedhelm Rathjen, langjähriger Herausgeber des Bargfelder Boten, 2010

Im Juni 2007 erschien die 300. Lieferung des Bargfelder Boten, kurz darauf wurden die ersten 300 Lieferungen mit Volltext-Suchfunktion auf CD-ROM veröffentlicht. Im März 2009 verstarb der Gründer und langjährige Herausgeber Jörg Drews. Die Herausgeberschaft übernahm auf Drews’ Wunsch der Literaturkritiker und -wissenschaftler Friedhelm Rathjen. Ihm standen als redaktionelle Berater Axel Dunker, Kurt Jauslin, Sabine Kyora, Doris Plöschberger, Rudi Schweikert und Robert Weninger zur Seite. Als Aufgabe formulierte Rathjen zum 50. Jubiläum des Bargfelder Boten im Jahr 2022: „im BB [hat] alles seinen Platz, was dazu angetan ist, dem Verständnis des Werks von Arno Schmidt auf die Sprünge zu helfen, wobei Arbeiten, die dies auf inspirierende, stimulierende und gern auch neckische Weise tun, besonders willkommen sind.“ Rathjen konstatierte auch, „dass immer noch die meisten Beiträge außerhalb akademischer Zusammenhänge entstehen.“
Die 500. Lieferung im Oktober 2023 war die letzte von Friedhelm Rathjen herausgegebene Ausgabe des Bargfelder Boten. Er gab die Aufgabe an den Germanisten Thomas Körber weiter, der seit der Anfang 2024 erschienenen 501. Lieferung als Herausgeber fungiert. Rathjen ist weiterhin Mitglied des etwas veränderten redaktionellen Beirats, gemeinsam mit Kurt Jauslin, Axel Dunker, Sabine Kyora, dem Schmidt-Biographen Sven Hanuschek und Giesbert Damaschke.